# Саакян, Ашот Альбертович
Ашот Альбертович Саакян (19 июня 1958) — советский футболист, армянский тренер.
Воспитанник Республиканской школы футбола. В 1975 году был приглашён в «Арарат». Дебютировал в чемпионате СССР в 1977 году, за девять сезонов сыграл 175 матчей, забил 24 гола. Играл в командах «Котайк» Абовян (1986, 1987—1988), «Лори» Кировакан (1986—1987).
Автор хет-трика в гостевом матче с ЦСКА 2 ноября 1979 (3:1).
В сезоне 1996/97 — тренер клуба «Ереван», в сентябре — октябре 1997 — главный тренер клуба «Двин» Арташат.